# 牧野庄三
牧野庄三（まきの しょうぞう、1934年8月8日 - 2022年1月10日）は日本の実業家。元株式会社新潟放送代表取締役会長。
京都府出身。立命館大学経済学部卒業。

## 略歴
- 1958年8月、(株)ラジオ新潟入社（1961年3月、(株)新潟放送に社名変更）
- 1993年6月、取締役・営業局長
- 1995年6月、常務取締役・営業局長
- 1997年6月、専務取締役・現業部門統括
- 1999年6月、代表取締役社長
- 2003年6月、代表取締役社長・統括・関係会社担当
- 2007年6月28日、代表取締役会長に就任。後任にBSN元アナウンサーである竹石松次専務が社長に就任。
- 2008年秋、旭日小綬章
- 2022年1月10日、多臓器不全のため死去[1]。87歳没。死没日付をもって従五位に叙された[2]。